# Фрицоне (Лука)
Фрицоне је насеље у Италији у округу Лука, региону Тоскана.
Према процени из 2011. у насељу је живело 7 становника. Насеље се налази на надморској висини од 12 м.